# Rio Shilka
O rio Shilka (em russo:  Шилка) é um curso de água do Oblast de Tchita, no sudeste da Sibéria, na Rússia, formado pela confluência do rio Onon e do rio Ingoda. Depois junta-se ao rio Argun para formar o rio Amur. É navegável, tem 560 km de extensão e uma bacia hidrográfica de 206 000 quilômetros quadrados.